# Adolf IV av Holstein

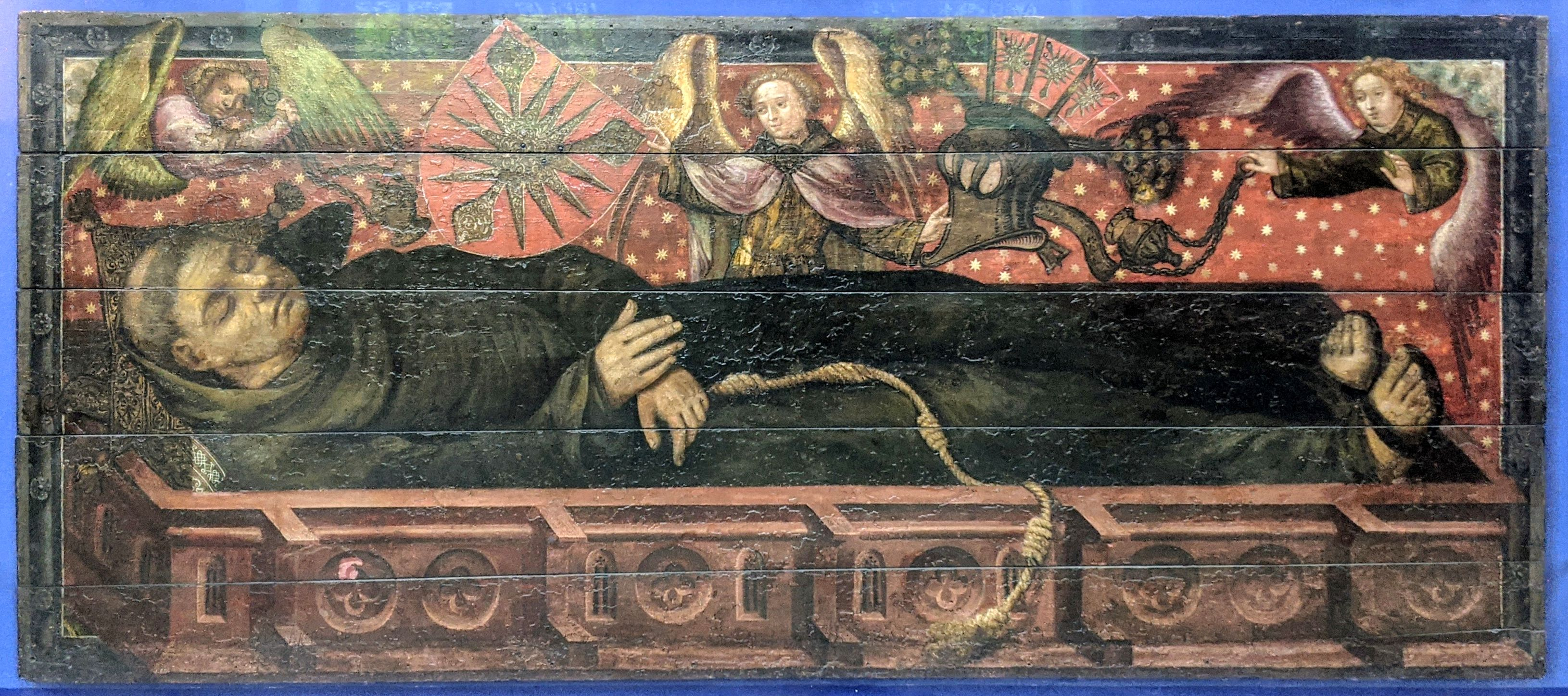
Adolf IV liggande i sin sarkofag. Målning (olja på trä) av okänd konstnär, ca 1450.

Greve Adolf IV av Holstein, född omkring 1195, död 8 juli 1261 som minoritmunk i Kiel, begravd i Kiels franciskanerkyrka, var greve av Holstein 1225-1239 (abdikerade). Son till greve Adolf III av Holstein (död 1225) och Adelheid von Querfurt (död före 1224).

## Biografi
Adolf IV kunde efter segrarna vid Mölln 1225 och Bornhöved 1227 återupprätta sin familjs herravälde i Holstein-Wagrien och krossade därmed den danska stormakten.
Adolf satt 1203 gisslan i Danmark, blev faderns medregent och efterträdde denne 1225 som greve i Schauenburg. Adolf stod mot biskoparna av Paderborn och Minden gällande deras höghetsrättigheter och fordringar; 1244 måste hans söner för Stadthagen bli vasaller till biskopen av Minden.
Adolf gick energiskt in för återvinnandet av Holstein-Wagrien, förband sig med Sachsen-Wittenberg och Schwerin, vann 1225 slaget vid Mölln och förjagade danskarnas man greve Albrekt av Holstein. 1227 besegrade Adolf i slaget vid Bornhöved danske kung Valdemar Sejr, återvann därmed sitt fädernesarv samt krossade den danska stormaktsställningen. Adolf nödgades avstå Ditmarsken, Rendsburg och Stade och blev fogde till Hamburg.
Förhållandet till Danmark blev snart bättre då greve Adolf 1229 slöt vänskap med kung Valdemar Sejr. Det var troligen vid detta tillfälle som grevens dotter Mechtild förlovades med kungens son Abel - vigseln dröjde av åldersskäl till 1237. Adolfs och Danmarks gemensamma intressen riktades mot den hanseatisk-lübeckska handeln.
I Holstein-Wagrien stärkte Adolf sin makt. Han gynnade tysk bosättning, kyrkan och stadsväsendet, och grundade bland annat Kiel och Itzehoe som städer. Han bevakade sina intressen gentemot ärkebiskoparna av Bremen och hertigarna av Schleswig, särskilt i frågan om Ditmarsken och Stade.
I Schauenburg förvärvade Adolf området kring Bückeburg/Steinhuder-sjön, röjde och öppnade ny mark. Han grundade bland annat Grevenalveshagen (det senare Stadthagen), Rinteln och Hessisch-Oldendorf, och kontrollerade därmed hela mellersta Wesertal. Adolf vann även flera fögderier och bekämpade welferna, Everstein och Lippe.
1238 företog Adolf ett korståg till Livland, abdikerade 1239, blev minoritmunk samt prästvigd i Rom 18 december 1244.
Trots att Adolf IV abdikerade 1239 behöll han sitt inflytande över sina söner. Han avled i kloster först 1261.

## Äktenskap och barn
Adolf IV gifte sig omkring 1220, i vart fall före 29 september 1226, med Hedvig till Lippe (död 1246/1250). Paret fick följande barn:
1. Ludolf von Schauenburg (död 1239), franciskanermunk i Kiel
2. Mechtild av Holstein (1220/1225-1288), gift 1. med kung Abel av Danmark (1218-1252), gift 2. med svenske riksföreståndaren Birger jarl (död 1266)
3. Johan I av Holstein (1229/1230-1263), greve av Holstein
4. Gerhard I av Holstein (1230/1232-1290), greve av Holstein